# Cepões (Lamego)
Cepões ist ein Ort und eine ehemalige Gemeinde (Freguesia) im portugiesischen Kreis Lamego. Die Gemeinde hatte 863 Einwohner (Stand 30. Juni 2011).
Am 29. September 2013 wurden die Gemeinden Cepões, Meijinhos und Melcões zur neuen Gemeinde União das Freguesias de Cepões, Meijinhos e Melcões zusammengeschlossen. Cepões ist Sitz dieser neu gebildeten Gemeinde.